# Campeonato Europeo de Boxeo Aficionado de 2022
El XLIII Campeonato Europeo de Boxeo Aficionado se celebró en Ereván (Armenia) entre el 23 y el 30 de mayo de 2022 bajo la organización de la Confederación Europea de Boxeo (EUBC) y la Federación Armenia de Boxeo Aficionado.
Las competiciones se realizaron en el Complejo Karen Demirchian de la capital armenia.

## Medallistas
| Evento                | Oro                             | Plata                        | Bronce                                                  |
| --------------------- | ------------------------------- | ---------------------------- | ------------------------------------------------------- |
| Minimosca (48 kg)     | Sajil Alajverdovi Georgia       | Erguiunal Sebajtin Bulgaria  | Jakub Słomiński · Polonia Leonardo Esposito · Italia    |
| Mosca (51 kg)         | Martín Molina Salvador · España | Kiaran MacDonald Inglaterra  | Dmytro Zamotayev · Ucrania Federico Serra · Italia      |
| Gallo (54 kg)         | Billal Bennama Francia          | Dylan Eagleson Irlanda       | Manuel Cappai · Italia Daniel Asenov · Bulgaria         |
| Pluma (57 kg)         | Vasile Usturoi · Bélgica        | Artur Bazeyan Armenia        | Michele Baldassi · Italia Javier Ibáñez Díaz · Bulgaria |
| Ligero (60 kg)        | Artiush Gomtsian Georgia        | José Quiles · España         | Yuri Shestak · Ucrania Roland Veres · Hungría           |
| Superligero (63,5 kg) | Hovhannes Bachkov Armenia       | Lounes Hamraoui Francia      | Richárd Kovács · Hungría Adrián Thiam Creus · España    |
| Wélter (67 kg)        | Vajid Abbasov Serbia            | Lasha Guruli Georgia         | Ioan Croft Gales Alexandru Paraschiv Moldavia           |
| Semimedio (71 kg)     | Mohammed Akbar Inglaterra       | Garan Croft Gales            | Yuri Zajarieyev · Ucrania Magomed Schachidov · Alemania |
| Medio (75 kg)         | Gabriel Dossen Irlanda          | Lewis Richardson Inglaterra  | Salvatore Cavallaro · Italia Sam Hickey · Escocia       |
| Semipesado (80 kg)    | Artiom Agueyev Serbia           | Alfred Commey · Italia       | Luka Plantić · Croacia Ivan Sapun · Ucrania             |
| Crucero (86 kg)       | Gueorgui Kushitashvili Georgia  | Rafayel Hovhannisian Armenia | Tomasz Niedźwiecki · Polonia Andrei Aradoaie · Rumania  |
| Pesado (92 kg)        | Aziz Abbes Mouhiidine · Italia  | Enmanuel Reyes Pla · España  | Lewis Williams Inglaterra Narek Manasian Armenia        |
| Superpesado (+92 kg)  | Nelvie Tiafack · Alemania       | Ayoub Ghadfa · España        | Ahmed Hagag · Austria Delicious Orie · Inglaterra       |

## Medallero
| Núm. | País       | Oro | Plata | Bronce | Total |
| ---- | ---------- | --- | ----- | ------ | ----- |
| 1    | Georgia    | 3   | 1     | 0      | 4     |
| 2    | Serbia     | 2   | 0     | 0      | 2     |
| 3    | España     | 1   | 3     | 1      | 5     |
| 4    | Inglaterra | 1   | 2     | 2      | 5     |
| 5    | Armenia    | 1   | 2     | 1      | 4     |
| 6    | Italia     | 1   | 1     | 5      | 7     |
| 7    | Francia    | 1   | 1     | 0      | 2     |
| 7    | Irlanda    | 1   | 1     | 0      | 2     |
| 9    | Alemania   | 1   | 0     | 1      | 2     |
| 10   | Bélgica    | 1   | 0     | 0      | 1     |
| 11   | Bulgaria   | 0   | 1     | 2      | 3     |
| 12   | Gales      | 0   | 1     | 1      | 2     |
| 13   | Ucrania    | 0   | 0     | 4      | 4     |
| 14   | Hungría    | 0   | 0     | 2      | 2     |
| 14   | Polonia    | 0   | 0     | 2      | 2     |
| 16   | Austria    | 0   | 0     | 1      | 1     |
| 16   | Croacia    | 0   | 0     | 1      | 1     |
| 16   | Escocia    | 0   | 0     | 1      | 1     |
| 16   | Moldavia   | 0   | 0     | 1      | 1     |
| 16   | Rumania    | 0   | 0     | 1      | 1     |
|      | TOTAL      | 13  | 13    | 26     | 52    |